# Darrell K. Sweet
Darrell K. Sweet (15 de agosto de 1934 - 5 de diciembre de 2011) fue un ilustrador profesional conocido por ilustrar las portadas para novelas de ciencia ficción y fantasía, por cuya labor fue nominado para el premio Hugo en 1983.
Sweet nació en Highland Park, Nueva Jersey. Se graduó de la Universidad de Syracuse en 1956 con un título en bellas artes. También produjo arte para tarjetas intercambiables y calendarios. Fue famoso por ilustrar las portadas de la saga épica de fantasía La rueda del tiempo. También fue el ilustrador de la conocida serie Xanth de Piers Anthony, la serie Saga of Recluce de L. E. Modesitt Jr. y la serie Runelords de David Farland, así como la portada original de la serie de Stephen R. Donaldson, Crónicas de Thomas Covenant, el Incrédulo.
Su carrera en ciencia ficción comenzó en 1975, cuando Judy-Lynn del Rey lo contrató para producir la portada de la novela Gather Darkness de Fritz Lieber. Entre 1975 y 2005, Sweet produjo más de 3000 imágenes. Murió en 2011.

## Reconocimiento
Sweet fue invitado de honor de Tuckercon en 2007, en la World Fantasy Convention en 2010 y en LepreCon en 2011. Después de su muerte fue seleccionado como invitado de honor de LoneStarCon 3, «en su memoria, como uno de nuestros invitados de honor».